# Zdeněk Doležal (lední hokejista)
Zdeněk Doležal (* 7. května 1993 Lysá nad Labem) je český lední hokejista hrající na postu útočníka.

## Život
S hokejem začínal v Benátkách nad Jizerou a následně v pražské Spartě, za kterou nastupoval ve svém mládežnickém a juniorském věku. Od sezóny 2013/2014 po tři ročníky hostoval ze Sparty mezi muži Stadionu Litoměřice. Poté, v sezóně 2016/2017, nastupoval v rámci střídavých startů za Ústí nad Labem. Před ročníkem 2017/2018 přestoupil do pražské Slavie, za kterou odehrál celou sezónu. Následně tři ročníky (2018/2019 až 2020/2021) patřil do kádru Motoru České Budějovice, odkud na sezónu 2021/2022 přestoupil zpět do metropole České republiky, a sice do Sparty, nicméně během ročníku českobudějovickému celku na jedenáct utkání vypomáhal. Po sezóně přestoupil zpět do Českých Budějovic, kde vydržel jeden rok, v rámci něhož odehrál na hostování i osm utkání za královéhradecký Mountfield. Následně před ročníkem 2023/2024 přestoupil k prostějovským Jestřábům.